# The Crow: City of Angels (jeu vidéo)
The Crow: City of Angels est un jeu vidéo de type beat them all édité par Acclaim Entertainment, sorti en 1997 sur Windows, Saturn et PlayStation.
Il est basé sur le film du même nom. Le joueur y incarne le héros du film, Ashe Corven. Le jeu a été développé par Gray Matter après Perfect Weapon, avec lequel The Crow: City of Angels présente des ressemblances en ce qui concerne les mécanismes de base,. Le jeu a reçu de très mauvaises critiques.

## Système de jeu
Le système de jeu est celui d'un beat them all en scrolling multi-directionnel, avec une vue en 3D isométrique. Les objets et les personnages sont des modèles polygonaux en 3D sur des arrières-plans pré-rendus en 2D. Le jeu est pratiquement identique sur toutes les plate-formes où il est sorti, sauf que la version PC a des arrière-plans plus détaillés grâce à une résolution d'écran plus élevée.
Le héros, Ashe, combat principalement ses adversaires à mains nues, avec des coups de poing et de pied simples. Il peut aussi faire des mouvements plus acrobatiques grâce à des combinaisons de boutons. Pendant le jeu, il peut ramasser plusieurs armes, comme des couteaux, des bouteilles, des armes de poing ou des fusils. En plus de leur utilisation normale, toutes ces armes peuvent être lancées sur les ennemis pour leur infliger des dégâts. Ashe doit affronter plusieurs boss (correspondant aux principaux méchants du film) au cours du jeu en plus des ennemis de base.

## Scénario
Le jeu suit le même scénario que le film The Crow : La Cité des anges dont il est adapté : le mécanicien Ashe Corven et son fils Danny sont assassinés brutalement par un gang. Ressuscité par un corbeau, Ashe reçoit des pouvoirs surnaturels avec l'aide de sa nouvelle amie Sarah, et cherche à se venger de ses assassins et de leur commanditaire, le baron de la drogue Judah,.

## Développement
Acclaim Entertainment avait d'abord prévu de sortir le jeu vers le mois de septembre 1996 pour coïncider avec la sortie du film en août de la même année, mais le jeu n'a finalement pu sortir qu'en février 1997.
Tous les personnages du jeu ont été animés avec la technologie de motion capture d'Acclaim. Le jeu contient également un hommage à Brandon Lee : si le joueur termine le jeu en moins de 50 minutes et appuie sur le bouton triangle au moment de l'écran de crédits, un corbeau vole sur l'écran avant de se transformer en une image de Brandon Lee.

## Accueil
The Crow: City of Angels n'a eu pratiquement que des critiques négatives à sa sortie. Sur GameRankings, la version PlayStation a un score de 23,5% basé sur 4 critiques. Les critiques remarquent favorablement les arrière-plans et sont d'accord pour dire qu'ils sont à la pointe technologiquement parlant, et qu'ils contribuent à donner une atmosphère sombre et prenante au jeu,,,,. Cependant, les bonnes appréciations des arrière-plans ne contrebalancent pas les larges critiques des contrôles, qui selon les testeurs, répondent trop lentement et rendent difficile de tourner son personnage dans la bonne direction au bon moment,,,,,. Beaucoup ajoutent que le basculement fréquent d'une caméra fixe à une autre,,,, et la mauvaise détection des collisions,, sont frustrantes et apportent de la confusion au gameplay. Pour certains critiques, le genre beat'em all lui-même est trop limité par rapport aux exigences de la nouvelle génération de joueurs,. Selon Jeff Kitts de GameSpot, « Il n'y a pas d'objectifs, de tâches, ou de missions à accomplir, juste avancer et cogner les méchants. Du gros fun ! (Notez le sarcasme) ».
Les voix, bien que considérées comme un problème plus mineur, ont fait l'objet de moqueries pour leurs mauvais dialogues, mal joués, avec une production de mauvaise qualité et un choix de répliques très limité, si bien que de nombreux ennemis répètent les mêmes phrases,,,. Selon Colin Williamson dans PC Gamer US, les voix « sonnent comme si elles avaient été enregistrées par les développeurs en train de hurler dans un microphone à cinq dollars ».
Selon Scary Larry de GamePro, « Ce jeu sombre et glauque pourrait plaire à certains joueurs de la génération X à la recherche d'un jeu violent mais au rythme lent. Le reste, cependant, sera rebuté par les mouvements maladroits et saccadés des personnages, le gameplay stupide et les graphismes horribles ». Pour Lee Nutter de Sega Saturn Magazine, le jeu « n'est pas si mauvais pour les standards d'Acclaim, mais certainement pas un bon achat ». Pour Colin Williamson, c'est « le plus mauvais jeu de combat adapté d'un film depuis Expect No Mercy ». Duke Ferris de Game Revolution précise : « The Crow: City of Angels est le plus mauvais jeu que j'aie vu. Évitez tout contact avec ce jeu ». IGN a donné au jeu une note de 1 sur 10, la plus basse possible. Selon un critique de Next Generation, les problèmes du jeu sont si flagrants qu'il n'a pas du tout l'air d'avoir été au bout de son développement.
Electronic Gaming Monthly a nommé The Crow: City of Angels « pire adaptation de film en jeu » et « pire intro » de son guide d'achat de jeux de 1998. Admettant que la cinématique de début a de bons graphismes, ils précisent que les dialogues involontairement drôles, la mauvaise synchronisation des lèvres et l'animation maladroite et caricaturale lui valent le titre de pire intro. En 2014, GamesRadar a cité le jeu parmi les pires jeux de tous les temps.